# Sosei

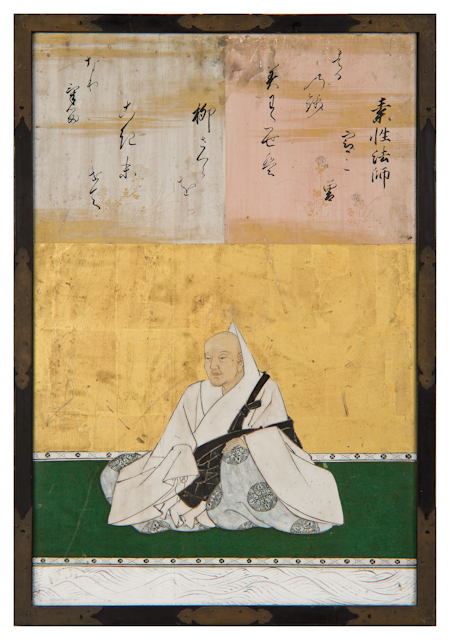
Sosei Hōshi. Gemälde von Kanō Tan’yū, 1648

Sosei (jap. 素性, auch 素性法師, Sosei Hōshi, dt. „Mönch Sosei“; * vor 850 (traditionell: Kashō 3); † nach 909 (traditionell: Engi 9)) war ein Waka-Dichter und buddhistischer Mönch. Er gehört zu den 36 Unsterblichen der Dichtkunst. Eines seiner Waka ist in der wichtigen japanischen Gedichtanthologie Hyakunin Isshu enthalten. Sein Vater Henjō war ebenfalls ein Waka-Dichter und Mönch.
Soseis weltlicher Name ist strittig. Als möglicher Name wird Yoshimine no Harutoshi (良岑玄利) angegeben.